# Samira Tawfiq
 (octobre 2020).
Samira Tawfiq (ou Tawfik, Tewfiq, Taoufik) (arabe : سميرة توفيق), de son vrai nom Samira Ghastin Karimona (arabe : سميرة غستين كريمونا), est une chanteuse et actrice libanaise née le 25 décembre 1935 au Liban. Elle est connue dans le monde arabe pour ses chansons et ses films en dialecte bédouin du Levant. Elle fait partie avec Fairuz, Sabah et Wadih Al-Safi des quatre icônes libanaises.

## Biographie
Samira Tawfiq est née dans le village de Rmeileh au Liban. Elle grandit dans le quartier de Medawar à Beyrouth (dans le secteur de Rmeil). Sa mère Naima est femme au foyer et son père Ghastin travaille au port de Beyrouth,. Elle a trois frères et deux sœurs. Sa nièce, Lina Radwan, est sa manager.  
Au début des années 1970, elle est invitée par The Holy Land Foundation à chanter à Détroit, aux États-Unis devant 15 000 spectateurs. Peu avant le concert, une bombe est retrouvée sous la scène.

## Carrière
À partir de 1957, le pouvoir jordanien veut renforcer l'unité nationale à travers l'usage du dialecte bédouin. Il souhaite à cet effet donner vie et diffuser à la radio un folklore jordanien. Samira Tawfiq, libanaise, apparaît comme parfaite pour cette mission. Elle apprend le dialecte bédouin en un mois avec l'aide de représentants de l'État en vue de l'inauguration de la radio publique en 1959. Lors de cet évènement, elle quitte la scène en pleurant, incapable de chanter devant le roi Hussein après le sabotage de son passage par les musiciens locaux. Malgré cette déconvenue, elle est à nouveau invitée à chanter des chansons populaires réinventées par des poètes, sous les consignes de hauts fonctionnaires, à partir du « folklore paysan jordanien et palestinien, avec quelque mots bédouins », présenté comme « bédouin » tout court (la prononciation du qâf de l'arabe standard est remplacée par le gâ). L'appropriation de Samira Tawfiq de cette manière de chanter est totale, puisqu'elle se présentera et sera perçue comme une bédouine. 
Ses interprétations avec ce dialecte dit « bédouin de Jordanie » ont participé à la construction de l'identité nationale de la Jordanie. En 2017, elle est invitée à participer aux célébrations du jour de l'indépendance et est présentée par la presse locale comme étant « jordanienne » ayant participé « à la formation du sentiment national »,. La même année, elle reçoit une décoration honorifique saluant l'ensemble de sa carrière musicale par le roi Abdallah II.
En avril 1975, Samira Tawfiq fait un concert en Tunisie où l'ancien président de la Tunisie, Habib Bourguiba était l'invité d'honneur[réf. nécessaire].

## Hommages
L'ancien chanteur syro-égyptien Farid El Atrache lui compose la chanson Beia Jamal Ya Ali'[réf. nécessaire].
En 1981, le musicien Brian Eno sample Samira Tawfiq. Il isole sa voix de la chanson Hobbak Mor du film La fille du désert (1973) pour son titre A secret life de l'album My Life in the Bush of Ghosts.
En 2005, le jeu vidéo Grand Theft Auto: Liberty City Stories utilise sa chanson Ballah Tesebou Hal Kahwa dans sa bande originale. Cette chanson, dont le titre signifie « Je te demande de verser le café et d'y ajouter de la cardamome », est l'une des plus célèbres de la chanteuse. 
Dans The Girl Who Fell to Earth: A Memoir (2012), l'artiste américano-qatari Sophia Al Maria écrit sur son identité qu'elle nomme « Qataricaine », américaine redneck et bédouine du Qatar. Elle consacre son prologue à Samira Tawfiq, figure de la bédouine. 
En 2019, la poétesse libanaise Zeina Hashem Beck déclare que son recueil de poésie Louder Than Hearts (2017) s'inspire en partie des chansons de Samira Tawfiq,. 
D'ailleurs, les chansons de Samira Tawfiq sont régulièrement reprises dans les versions arabophones des télés-crochets Arab Idol ou encore Star Academy. Les plus reprises sont Ballah Tesobou Hal Khawa, Raf El Hammam, Ya Ayn Moulayiten et Bassek Tiji Haretna.

## Filmographie
- 1960 : Mawled al rasoul en arabe : ولادة النبي  (La Naissance du prophète)
- 1963 : Al bedaouia fi alhabi en arabe : بدوي في الحب  (La Bédouine amoureuse)
- 1964 : Enta Umri en arabe : أنت حياتي (Tu es ma vie)
- 1964 : Lubnan Fi Allayl en arabe : لبنان في الليل (Le Liban la nuit)
- 1964 : Al bedaouia fi Baris en arabe : بدوي في باريس (Une bédouine à Paris)
- 1964 : Bent Antar en arabe : بنت عنتر (La fille d'Antar)
- 1966 : Etab en arabe : عتاب
- 1967 : Al Fatihin en arabe : الفاتحين (Les Conquérants)
- 1967 : Bent el cheikh en arabe : ابنة الشيخ (La Fille du Cheikh)
- 1969 : Ghozlane
- 1969 : Karaoğlan - Samara seyhin kizi
- 1972 : Al ghajr fi alhabi en arabe : الغجر في الحب  (La Tzigane amoureuse)
- 1973 : A bent alsahar' en arabe : فتاة الصحراء (La Fille du désert)
- 1973 : Arouss fi Dimashq en arabe : عروس دمشق (La Mariée de Damas)
- 1974 : Antar raydr al Sahraa en arabe : عنتر الصحراء رايدر (Antar cavalier du désert)
- 1974 : Jammal al Sahraa en arabe : جمال الصحراء (La Belle du désert)
- 1975 : Al Murajeat al Kabira en arabe : المراجعة الكبيرة (La Grande Revue)
- 1977 : Ayam fi London en arabe : أيام في لندن  (Jours à Londres)
- 1977 : Ers al tahaddi en arabe : العروس عن طريق التحدي (Mariée par défi)

## Discographie Sélective
- Ballaa Tsoubou Hal Kahwa (بالله تصبوا هالقهوة)
- Ya Bo Al Oyoun Helwin (يابو العيون حلوين)
- Goom Darrijly (قوم درجلي)
- Ah Ya Lli (اه يا لا للي)
- Bassak Teji Haretna (بسك تيجي حارتنا)
- Ya Gamar Ya Aali (يا قمر يا عالي)
- Aalamk Ya Laila (علامك يا ليلى)
- Raf Elhamam Mrareb (رف الحمام مغرّب)
- Ayam El Loulou (أيام اللولو)
- Hobbak Mor (حبك مر)
- Ya Ayn Mulayiitayn (ياعين موليتين)
- Asmar (اسمر)
- Beit Al Chaar (بيت الشعر)
- Ya Hala Bil Dhaif (يا هلا بالضيف)
- Ya Marhaba (يا مرحبا)
- Ya Badawiya  (يا بدوية)
- Dawrouli An Habib (دورولي عن حبيب)
- Achgar Wa Chaarou Dahab (اشقر وشعره دهب)